# S IT Solutions
s IT Solutions Austria war der IT-Dienstleister der Erste Bank und Sparkassen und ein Tochterunternehmen der Erste Group.

## Geschichte

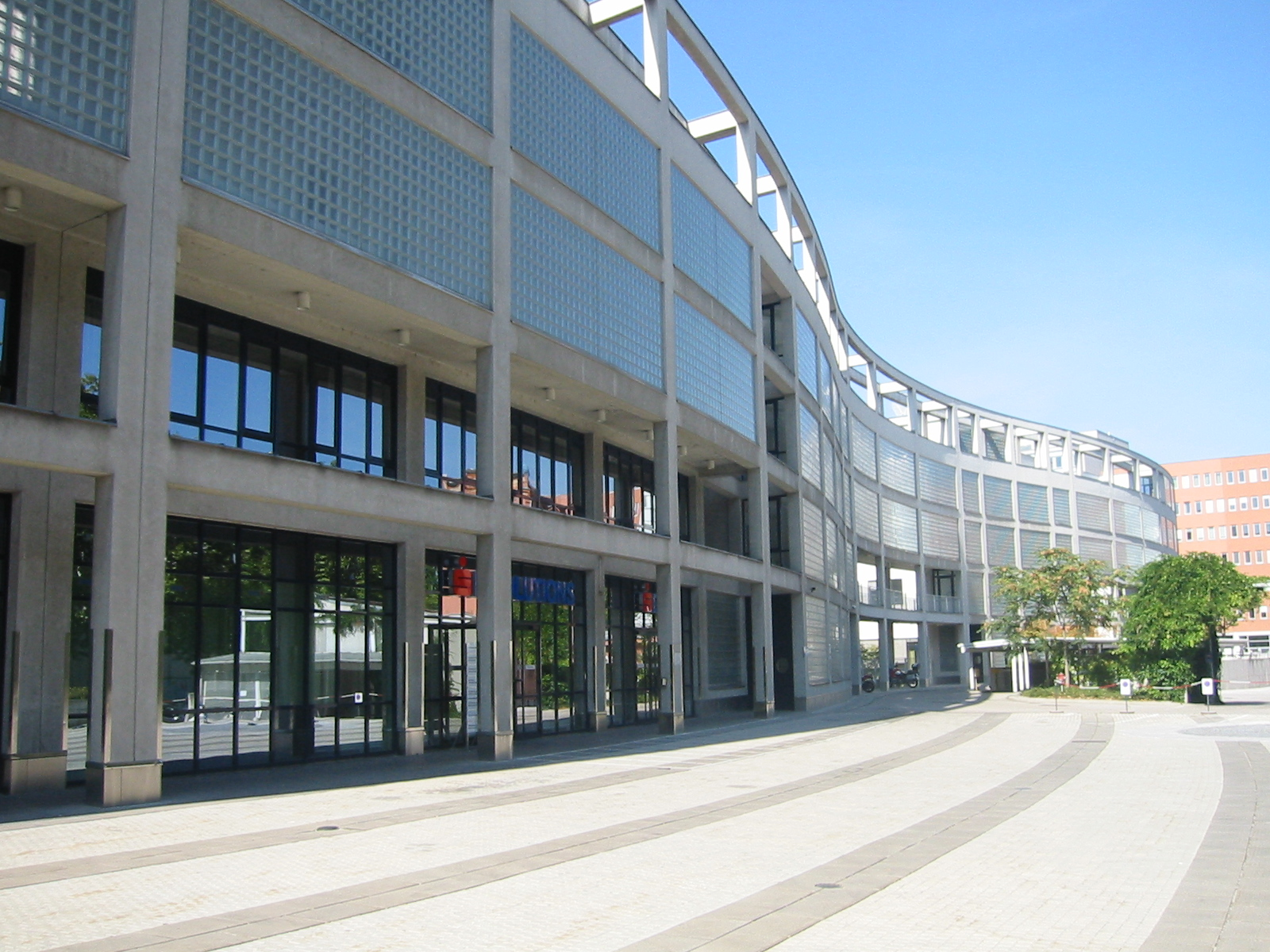
Firmensitz in Wien-Simmering

Das Unternehmen wurde 1968 unter dem Namen SPARDAT, was Sparkassen-Datendienst bedeutet, in Wien gegründet. Die SPARDAT wurde 2005 Teil des internationalen IT-Dienstleisternetzwerks der Erste Group und in s IT Solutions AT Spardat GmbH umbenannt. s IT Solutions Austria war ab 2010 auch das Rechenzentrum für die Erste Group.
Mit dem Zusammenschluss der beiden IT-Unternehmen der Erste Group  s IT Solutions Austria und Erste Group IT International zur Erste Digital GmbH im Juli 2021 entstand eines der größten IT-Unternehmen in Österreich und CEE. 

## Grundlegendes
s IT Solutions AT Spardat GmbH war als IT-Dienstleister der Erste Bank und Sparkassen in Österreich für die Entwicklung, die Implementierung, den Support und das Service von Bank-IT-Lösungen zuständig. Zudem verantwortete s IT Solutions Austria den Rechenzentrumsbetrieb der Erste Group und das technische Service vor Ort in Österreich.

## Geschäftsführung
Das Führungs-Duo von s IT Solutions Austria bildeten Dietmar Böckmann und Thomas Kolarik. Der von Dietmar Böckmann geführte CIO-Bereich umfasste den Großteil der Applikations-Landschaft für Endkunden und Bank-Mitarbeiter, während der CTO-Bereich von Thomas Kolarik primär für die erforderliche Infrastruktur inklusive Rechenzentrumsbetrieb verantwortlich war.